# Abubaker Haydar Abdalla
Abubaker Haydar Abdalla (arabisch أبو بكر حيدر عبد الله, DMG Abū Bakr Ḥaidar ʿAbd Allāh; * 28. August 1996 in Khartum, Sudan) ist ein katarischer Leichtathlet sudanesischer Herkunft, der sich auf den 800-Meter-Lauf und den 1500-Meter-Lauf spezialisiert hat. 2019 und 2023 wurde er Asienmeister über 800 Meter im Freien sowie 2018 in der Halle.

## Karriere
Erste Erfahrungen bei internationalen Meisterschaften sammelte Abubaker Haydar Abdalla bei den Jugendweltmeisterschaften 2013 in Donezk, bei denen er mit 9:13,96 min den 14. Platz im Finale belegte. 2014 gewann er bei den Juniorenasienmeisterschaften in Taipeh die Silbermedaille im 1500-Meter-Lauf sowie Bronze mit der katarischen 4-mal-400-Meter-Staffel. Anschließend nahm er über 800 Meter an den Juniorenweltmeisterschaften in Eugene teil, schied dort aber mit 1:50,79 min in der ersten Runde aus. 2015 nahm er an den Crosslauf-Weltmeisterschaften in Guiyang teil und belegte dort den 13. Rang in der Juniorenwertung. Im Oktober belegte er bei den Militärweltspielen im südkoreanischen Mungyeong in 1:50,16 m den achten Platz und schied mit der Staffel in der ersten Runde aus.
2016 belegte er bei den Hallenasienmeisterschaften in Doha den vierten Platz über 800 Meter und gewann mit der Staffel die Goldmedaille. Er qualifizierte sich auch für die Olympischen Spiele, bei denen er mit 1:47,81 min in der Vorrunde ausschied. 2018 nahm er erneut an den Hallenasienmeisterschaften in Teheran teil und gewann dort in 1:51,98 min die Goldmedaille im 800-Meter-Lauf. Ende August nahm er erstmals an den Asienspielen in Jakarta teil und gewann dort in 1:46,38 min die Bronzemedaille hinter den beiden Indern Manjit Singh und Jinson Johnson. Bei den Asienmeisterschaften 2019 in Doha gewann Abdalla in persönlicher Bestleistung von 1:44,33 min den Titel im 800-Meter-Lauf. Zudem gewann er mit der Staffel in 3:03,95 min die Bronzemedaille hinter den Teams aus Japan und China. Damit qualifizierte er sich auch für die Heimweltmeisterschaften Anfang Oktober, die ebenfalls in Doha stattfanden und gelangte dort bis in das Halbfinale, in dem er mit 1:46,87 min ausschied. Auch mit der Staffel konnte er sich in 3:06,25 min nicht für das Finale qualifizieren. 2021 nahm er dann erneut an den Olympischen Spielen in Tokio teil, kam dort aber mit 1:47,45 min nicht über die erste Runde hinaus.
2022 siegte er in 1:47,59 min bei den Islamic Solidarity Games in Konya über 800 Meter und wurde in der 4-mal-400-Meter-Staffel disqualifiziert. Im Jahr darauf verteidigte er bei den Asienmeisterschaften in Bangkok in 1:45,53 min seinen Titel über 800 Meter und mit der Staffel sicherte er sich in 3:04,26 min gemeinsam mit Bassem Hemeida, Ismail Doudai Abakar und Ashraf Hussen Osman die Bronzemedaille hinter den Teams aus Sri Lanka und Indien. Im Oktober verpasste er bei den Asienspielen in Hangzhou mit 1:50,17 min den Finaleinzug über 800 Meter. 2024 gewann er bei den Hallenasienmeisterschaften in Teheran in 1:47,74 min die Bronzemedaille über 800 Meter hinter dem Kuwaiter Ebrahim al-Zofairi und Sobhan Ahmadi aus dem Iran. Im Mai verpasste er bei den World Athletics Relays auf den Bahamas eine Direktqualifikation für die Olympischen Spiele über 4-mal 400 Meter und im August schied er dann bei den Olympischen Sommerspielen in Paris in der ersten Runde über 800 Meter aus. Im Jahr darauf gewann er bei den Asienmeisterschaften in Gumi in 1:45,20 min die Bronzemedaille hinter dem Kuwaiter Ebrahim al-Zofairi und Ali Amirian aus Iran.

## Persönliche Bestleistungen
- 400 Meter: 48,64 s, 5. Juli 2015 in La Chaux-de-Fonds
- 800 Meter: 1:44,33 min, 22. April 2019 in Doha
  - 800 Meter (Halle): 1:47,74 min, 19. Februar 2024 in Teheran
- 1500 Meter: 3:46,48 min, 15. März 2019 in Redlands
- 3000 Meter: 8:36,08 min, 11. Juli 2013 in Donezk